# Majesty of the Seas (Schiff, 2005)
Die Majesty of the Seas ist ein Binnenschiff und das größte Modellkreuzfahrtschiff der Welt, dem Hochseekreuzfahrtschiff Majesty of the Seas nachempfunden. Es ist 33,50 Meter lang und 4,75 Meter breit. Die Höhe beträgt 4,60 Meter bei einem Tiefgang von 1,06 Meter. Das Schiff hat eine Verdrängung von 90 Tonnen. Mit einer Höhe ab Wasserlinie von 3,54 m (ohne Schornstein; 5,54 m mit Schornstein) ist das Schiff in der Lage, durch die Schleusen und Kanäle Europas zu fahren.

## Geschichte
Der gelernte Elektriker und frühere Bergmann François Zanella (* 1949, † 2015), dessen Hobby bereits in seiner Jugend der Schiffsmodellbau war, hat das Schiff nach Originalplänen im Maßstab 1:8 in fast alleiniger Arbeit in elf Jahren Bauzeit, rund 30.000 Arbeitsstunden und Eigenkosten von 500.000 Euro in seinem Garten in Morsbach geschaffen. Ursprünglich hatte er nur vorgehabt, das Schiff im Maßstab 1:16 (also mit 16,25 Meter Länge) nachzubauen, aber seine Frau überredete ihn, ein größeres Schiff anzufertigen. Unterstützung in Form von Bauteilen wie den beiden Propellern und Einrichtungsteilen wie Möbel, Teppiche und Bad erhielt er dabei von verschiedenen Werften, unter anderem auch vom Erbauer der großen Majesty of the Seas, der Werft Chantiers de l’Atlantique in Saint-Nazaire.
Der Transport des Schiffes in das lothringische Saargemünd begann am 21. Juni 2005 und dauerte drei Tage. Per Tieflader wurde das Schiff die 60 Kilometer lange Strecke über Land an die Saar gebracht. Am 23. Juni 2005 wurde die Majesty of the Seas in die Saar zu Wasser gelassen und von der Ruderin Maud Fontenoy getauft. Bis zuletzt war nicht ganz sicher, ob das Schiff im Wasser grade liegen oder Schlagseite haben würde. Der Transport fand in Frankreich ein großes Medieninteresse und wurde von einigen tausend Schaulustigen und von Fernsehteams begleitet.
Die Kosten des Transports in Höhe von rund 120.000 Euro übernahm die Stadt Saargemünd – dafür musste Zanella sein Schiff einige Monate im Dienst der Stadt für Touristen öffnen und sie durch das Schiff führen. Erst im Frühjahr 2006 ging er selbst mit seinem Schiff auf Rundreise in Frankreich. Bis dahin komplettierte er noch den Innenausbau.
Bis zuletzt lebte er mit seiner Frau auf dem Schiff. Nach Zanellas Tod wurde das in Saargemünd ankernde Schiff zum Verkauf angeboten. Im Jahr 2017 hieß es, es solle nun doch im Besitz der Familie verbleiben und aus dem Wasser gehoben und an Land auf ein Grundstück der Familie im 40 km entfernten Spittel verbracht werden. Bislang konnte das Geld noch nicht aufgebracht werden, und das Schiff liegt am Saargemünder Yachthafen am Saarkanal.

## Ausstattung
Der Innenausbau ist nicht maßstabsgetreu – es handelt sich vielmehr um ein Hausboot mit vergleichsweise luxuriöser Einrichtung. Die Inneneinrichtung setzt sich größtenteils aus Komponenten von acht Kreuzfahrtschiffen zusammen, die die Werften Zanella zur Verfügung gestellt haben. Auf zwei Etagen und 160 m² Wohnfläche verteilt befinden sich ein Esszimmer, zwei Schlafzimmer, zwei Bäder und eine Koje. Dazu kommen noch ein Aufzug, eine Garage für ein kleines Auto sowie eine 60 m² große Terrasse auf dem Dach. Angetrieben wird das Schiff von zwei Dieselmotoren mit je 100 PS. Im Wulstbug sind zwei Bugstrahlruder mit je 52 PS für einfachere Anlege- und Ablegemanöver eingebaut.

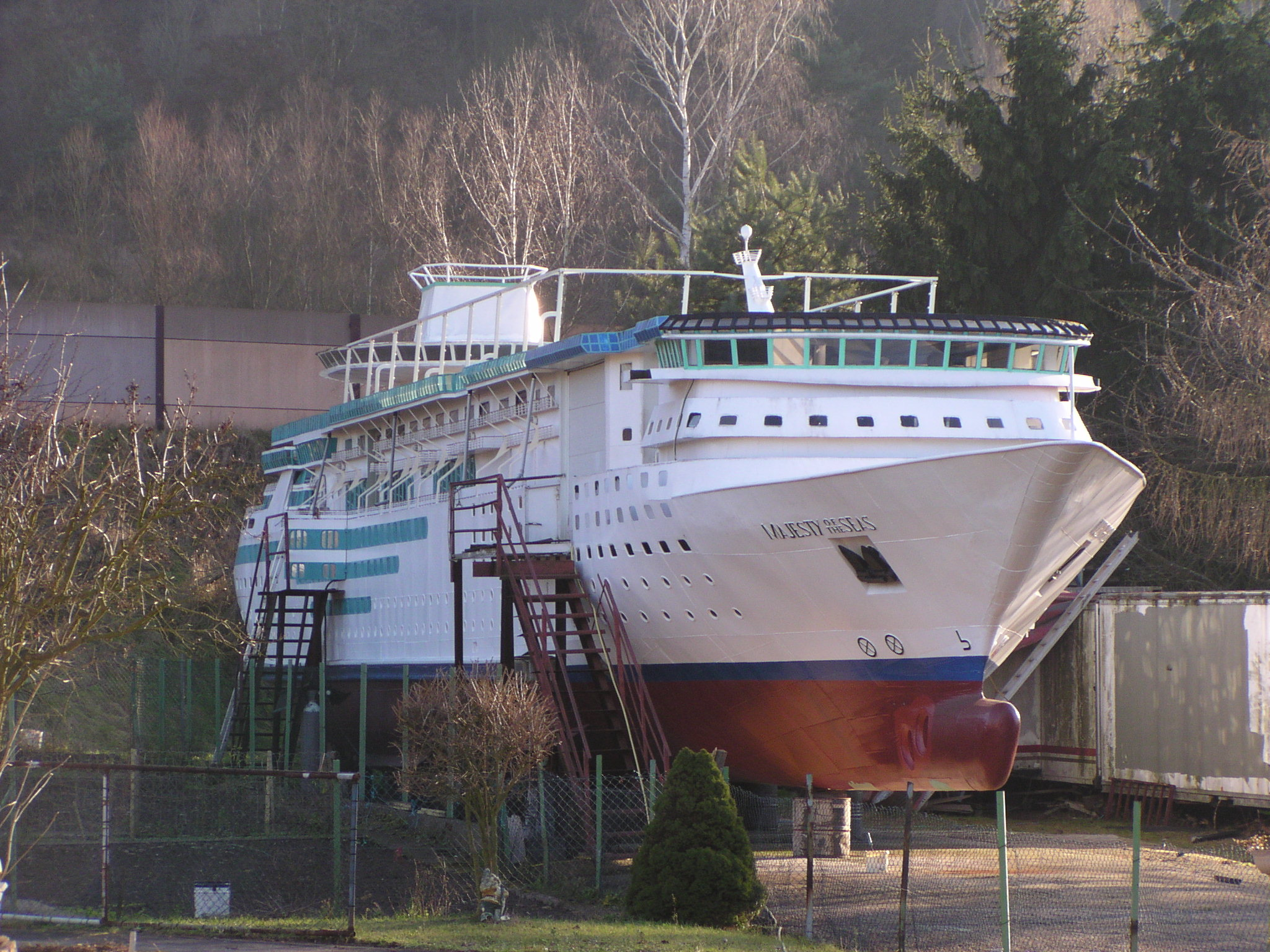
Majesty of the Seas, Bugansicht
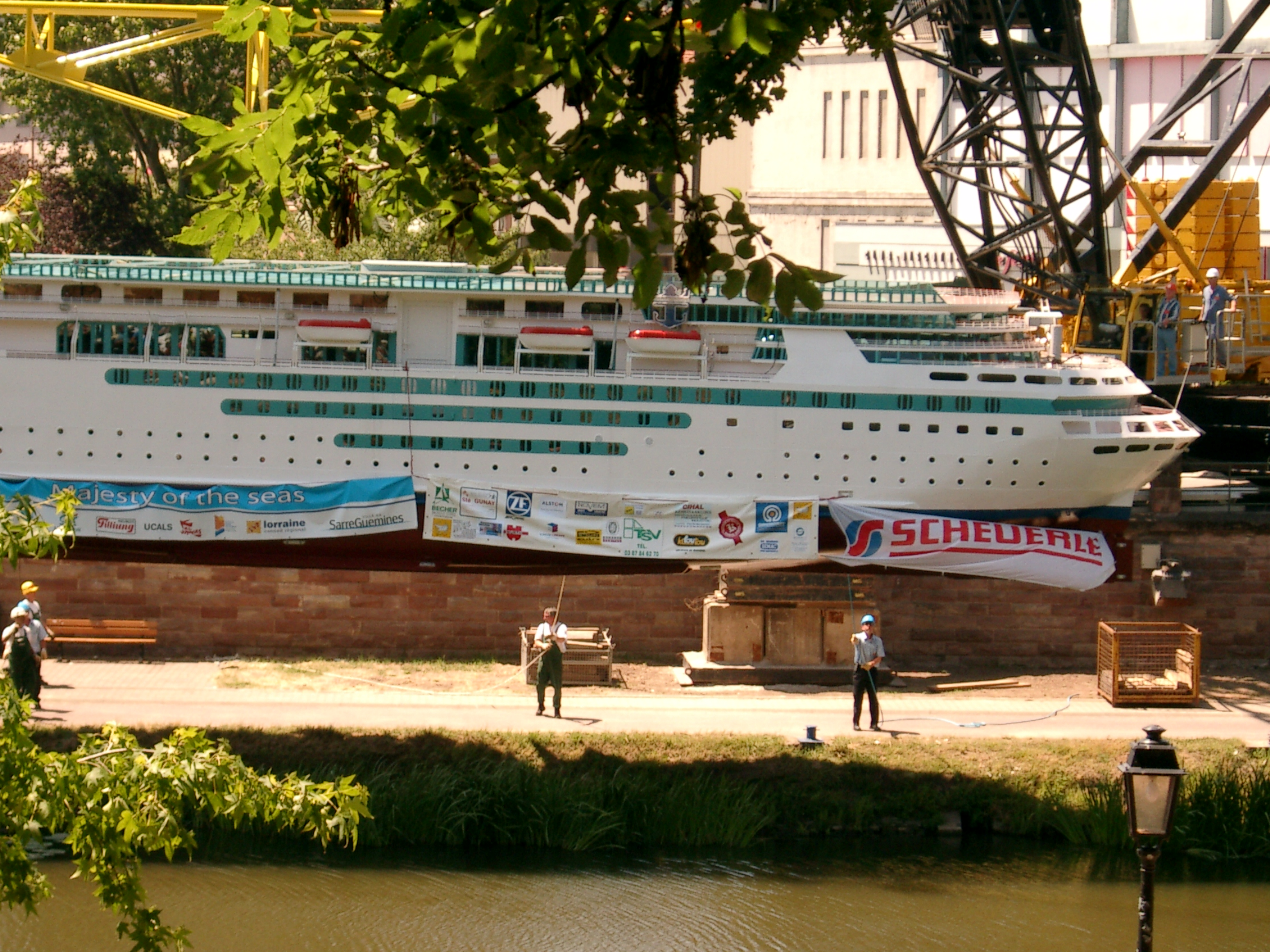
Majesty of the Seas, Heckansicht
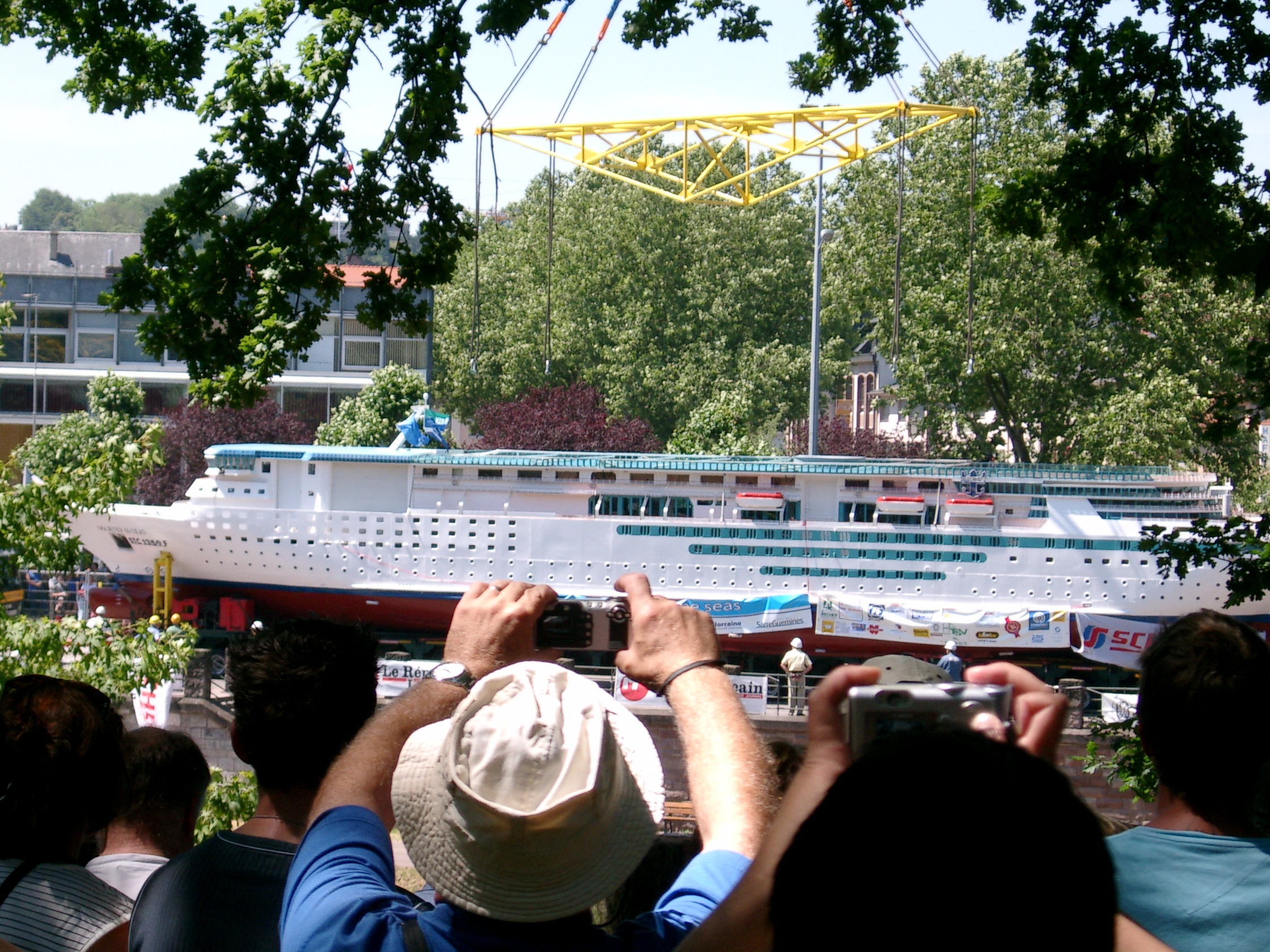
Großes Interesse beim Stapellauf